# Naharvallen
De Naharvallen waren een Oost-Germaanse stam die zich ten tijde van Tacitus ergens tussen Oder en Weichsel ophield. In hoofdstuk 43 van de Germania beschrijft Tacitus een aspect van de religie van de Naharvallen:
[...] apud Naharvallos antiquae religiones lucus ostenditur. praesidet sacerdos muliebri ornatu, sed deos interpretatione Romana Castorem Pollucemque memorant: ea vis numini, nomen Alces. nulla simulacra, nullum peregrinae superstitiones vestigium; ut fratres tamen, ut iuvenes venerantur.

Bij de Naharvallen bevindt zich een woud met een oude cultus. Voorganger is een priester gekleed als een vrouw. De goden echter, in de Romeinse uitleg, noemen zij Castor en Pollux. Dit is namelijk de wezenlijke betekenis van de godheid. Hun naam is Alces. Er zijn geen godenbeelden noch enig spoor van een buitenlands geloof. Zij worden als broeders, als jongelingen vereerd.
Het geloof van de Naharvallen lijkt zich hiermee aan te sluiten bij andere Indo-Europese godsdiensten: de verering van een goddelijke tweeling die de mens in tijden van nood te help kwam, zoals de Dioscuren in het oude Griekenland.
Het heilgdom van de Alces wordt wel gelokaliseerd bij het plaatsje Sobótka in Silezië. Harde feiten ondersteunen deze aanname echter niet.
Alemannen · Ambivarieten · Ambronen · Ampsivaren · Angelen · Angrivariërs · Asdingen · Baemi · Bajuwaren · Bastarnen · Bataven · Bourgondiërs · Bructeren · Cananefaten · Chamaven · Chasuarii · Chatten · Chattuarii · Chauken · Cherusken · Cimbren · Cugerni · Dulgubnii · Fosi · Franken · Frisii · Gepiden · Goten · Harii · Helisiërs · Hermunduren · Herulen · Juten · Lakringen · Lemoviërs · Longobarden · Lugiërs · Manimiërs · Marcomannen · Marobudui · Marsi · Mattiakken · Naharvalen · Nemeten · Nerviërs · Ostrogoten · Quaden · Rugiërs · Saksen · Semnonen · Silingen · Sitones · Skiren · Sueben · Sugambren · Suiones · Tencteren · Teutonen · Toxandriërs · Triboken · Tubanten · Tudri · Tungri · Ubiërs · Usipeten · Vandalen · Vangionen · Visigoten · Volcae · Warnen
Germani cisrhenani:
Caerosi · Condrusi · Eburonen · Paemani · Segni
Stamverenigingen:
Herminones · Ingvaeones · Istvaeones